# Marco Herênio Fausto
Marco Herênio Fausto Tibério Júlio Clemento Tádio Flaco (em latim: Marcus Herennius Faustus Tiberius Iulius Clementus Tadius Flaccus), conhecido apenas como Marco Herênio Fausto, foi um senador romano nomeado cônsul sufecto para o nundínio de maio a junho de 121 com Quinto Pompônio Marcelo. Fausto provavelmente era oriundo da Hispânia Bética, a província do imperador Adriano. 

## Carreira
Sua carreira política é conhecida através de uma inscrição recuperada nos Colossos de Mêmnon, gravada em 130 por ocasião da visita de Adriano ao Egito. Fausto serviu no comitê responsável pelos atos júri dos vigintíviros, depois foi tribuno da Legio III Augusta, questor numa província não nomeada e pretor. Em 114, foi legado a XIII Gemina e, em 121, foi nomeado cônsul sufecto. Além disto, Fausto foi admitido nos colégios dos septênviros epulões e sodais augustais. Além disto, nada mais se sabe sobre ele.